# Matthias Joseph Heimerl
Matthias Joseph Heimerl, auch Matthäus Heimerle (* 1732 in Wien; † 10. Mai 1784 in der Temeswarer Festung, Königreich Ungarn, Österreich-Ungarn) war ein österreichischer Buchdrucker, Verleger, Buchhändler und Zeitungsherausgeber.

## Leben
Heimerl wurde 1732 in Wien geboren. Mit seiner Familie kam er ins Banat (genauer Zeitpunkt unbekannt), wo sein Sohn Heinrich 1767 geboren wurde.
Als Kaiser Joseph II. im April/Mai 1768 das Banat bereiste, ersuchte er in seinem anschließenden Bericht an die Kaiserin Maria Theresia um die Einrichtung einer Buchdruckerei im Banat. Daraufhin sandte die Kaiserin eine Instruktion an die Landesadministration in Temeswar, in der von der „Errichtung einer Buchdruckerei“ die Rede ist. 
1769 eröffnete Heimerl mit kaiserlichem Privilegium in der Temeswarer Fabrikstadt die erste Buchdruckerei des Banats. Am 2. September 1770 wies ihm die Landesadministration der Kron- und Kammerdomäne Temescher Banat das „alte Seiden-Haus“ zur Errichtung einer neuen Druckerei zu. Einige Tage vorher gewährte sie ihm ein Darlehen von 1500 Gulden. Außerdem sicherten die Behörden ihm und seinen Nachfolgern für die nächsten 12 Jahre alle Druckarbeiten zu. Darüber hinaus durfte sich im Banat kein weiterer Buchdrucker niederlassen.
Der älteste Druck von Heimerl stammt aus dem Jahr 1769 „Instruction, wie sich ein Officier bey Führung eines Transports in Geld- und Rechnungssachen zu verhalten hat“. Zwei Jahre nach der Aufstellung seiner Presse (1771) erhielt Heimerl das Privilegium, ein „Intelligenz-Blatt“ betiteltes  Wochenblatt und einen  jährlich  erscheinenden  Kalender herausgeben zu dürfen. Als 1775 die Temesvarer Normalschule eröffnet wurde, druckte Heimerl mit behördlicher Erlaubnis die Schulbücher, die bis auf die Seitenzahl mit den Wiener Büchern übereinstimmen mussten. In Heimerls Druckerei wurden deutsche, lateinische, slawische, ungarische und französische Bücher gedruckt. Auch besorgte er die amtlichen Drucksachen, weshalb er den Titel „k.& k. Banatischer Administrations-Buchdrucker“ führte. 1783 übertrug ihm der Wiener Buchhänbler Johann Thomas Trattner sein Buchhandlungsrecht für Temesvar. Heimerl druckte auch Kirchliches und  Religiöses. Als im Jahre 1779 das Banat Ungarn einverleibt wurde und die Kameralgüter veräußert wurden,  erwarb Heimerl die Buchdruckerei und zog mit dieser und mit seiner Wohnung in die Innere Stadt.  Im April 1784 erschien die erste Ausgabe des deutschsprachigen Wochenblatts „Temeswarer Nachrichten“, das erste politische Blatt des Banats. Von dem Blatt sind nur wenige Nummern erhalten geblieben. 
Heimerl räumte auch der Literatur einen Platz ein und forderte den Leser zur Mitarbeit auf, sei es mit eigenen Texten, sei es mit Übersetzungen. Durch die „Temeswarer Nachrichten“ wurden die Texte von Johann Heinrich Gottfried von Bretschneider bekannt.
Kurz vor dem Erscheinen der „Temeswarer Nachrichten“ erschien in Heimerls Druckerei auch das erste gedruckte Buch „Fragmente unbekannter Schriftsteller aus dem Alterthume“.
Heimerl starb 1784 in Temeswar, wo er auf dem Festungsfriedhof beigesetzt wurde.